# Donal O'Ceallaigh
Donal O'Ceallaigh, en irländsk astronom.
Minor Planet Center listar honom som D. O'Ceallaigh och som upptäckare av tre asteroider.

## Lista över upptäckta mindre planeter och asteroider
| (15788) 1993 SB [A] [B]                                         | 16 september 1993 |
| (15789) 1993 SC [A] [B]                                         | 17 september 1993 |
| (19255) 1994 VK8 [A] [B]                                        | 8 november 1994   |
| Upptäckt tillsammans med: A Iwan P. Williams B Alan Fitzsimmons |                   |